# حاتمة هيئية

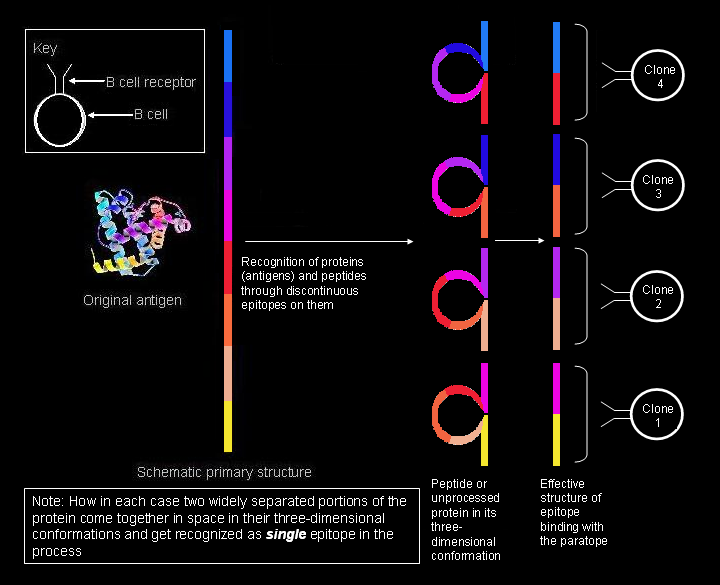
عملية التعرف على الحواتم الهيئية من قبل الخلايا البائية. لاحظ كيف أن الشرائح المتباعدة على نطاق واسع في البنية الأساسية بالاتصال بالبنية الثلاثية التي تشكل جزءا من نفس حاتمة

الحواتم الهيئية (بالإنجليزية: Conformational epitope)‏ هي سلسلة من الوحدات الفرعية (عادة من الأحماض الأمينية) لتؤلف مستضد يقوم بالاتصال المباشر مع مستقبلات الجهاز المناعي.